# Fossae di Plutone
Segue una lista delle fossae presenti sulla superficie di Plutone. La nomenclatura di Plutone è regolata dall'Unione Astronomica Internazionale; la lista contiene solo formazioni esogeologiche ufficialmente riconosciute da tale istituzione.
Le fossae di Plutone portano i nomi di eroi ed esploratori dell'oltretomba.

## Prospetto
| Fossa             | Eponimo | Latitudine | Longitudine | Diametro |
| ----------------- | --- | ---------- | ----------- | -------- |
| Beatrice Fossa    | Beatrice Portinari - La guida di Dante Alighieri attraverso il paradiso della Divina Commedia.                                     | 0,19° N    | 129,26° E   | 382 km   |
| Djanggawul Fossae | Djanggawul - Trinità divina dei miti aborigeni dell'Australia settentrionale che giunsero in Australia dall'isola dei morti.       | 41° N      | 84,31° E    | 603 km   |
| Dumuzi Fossa      | Dumuzi - Divinità della mitologia sumera la cui uscita dall'oltretomba segnava il ciclo delle stagioni.                            | 30,56° N   | 127,9° E    | 619 km   |
| Hermod Fossae     | Hermóðr - Figura della mitologia norrena recatosi nell'oltretomba a riscattare il fratello.                                        | 8,63° S    | 119,34° E   | 592 km   |
| Inanna Fossa      | Inanna - Divinità della mitologia sumera imprigionata dalla sorella nell'oltretomba fino a quando lo sposo non si offrì in cambio. | 33,05° N   | 129,29° E   | 613 km   |
| Kaknù Fossa       | Kaknù - Eroe epico degli Ohlone dalle fattezze di falco pellegrino antropomorfo recatosi nell'oltretomba a combattere Wive.        | 30,45° S   | 122,07° E   | 249 km   |
| Mwindo Fossae     | Mwindo - Eroe di un poema epico dei nyanga divenuto, dopo un viaggio nell'oltretomba, un re saggio e potente.                      | 34,74° N   | 245,78° E   | 406 km   |
| Sleipnir Fossa    | Sleipnir - Il cavallo con otto zampe della mitologia norrena che permise ad Odino di raggiungere l'oltretomba.                     | 23,7° N    | 234,51° E   | 529 km   |
| Uncama Fossa      | Uncama - Eroe epico degli Zulu che raggiunse l'oltretomba inseguendo un porcospino nella sua tana.                                 | 23,96° N   | 142,62° E   | 227 km   |
| Virgil Fossae     | Publio Virgilio Marone - La guida di Dante Alighieri attraverso l'inferno e il purgatorio della Divina Commedia.                   | 5,23° N    | 122,76° E   | 714 km   |